# Astiini
Astiini, es una tribu de arañas araneomorfas, pertenecientes a la familia Salticidae.

## Géneros
- Adoxotoma
- Anaurus
- Arasia
- Aruana
- Astia
- Helpis
- Jacksonoides
- Megaloastia
- Orthrus
- Sondra
- Tara
- Tauala